# TESS
TESS 우주망원경(영어: Transiting Exoplanet Survey Satellite)은 2018년 4월 18일에 발사된 우주망원경이다.
TESS 우주망원경은 태양계 외부의 항성계 시스템을 찾는 게 주요 임무이다. 밝은 항성을 공전하고 있는 행성을 발견하는 게 목표이다. 이를 위해 TESS는 항성면 통과(transit) 방법을 이용한다.
행성이 모항성을 지나갈때는 일정한 크기의 빛이 차단되어 모항성의 등급이 일정하게 어두워 진다. 이러한 방법을 응용해 TESS는 행성의 크기와 정확한 공전주기를 파악할 예정이다.
물은 생명체가 살 수 있는가의 핵심 요소다. 생명체가 살 수 있기 위해서는 물의 존재 가능성이 증명돼야 한다. 물의 존재 가능성은 생명체 존재 여부의 중요한 단서가 된다. 왜냐하면 물이 있어야 생명체가 살 수 있는 최소한의 환경이 조성되기 때문이다.

## 추가 참고 도서 목록
- Ricker, George R.; Winn, Joshua N.; Vanderspek, Roland; Latham, David W.; Bakos, Gáspár Á.;  외. (2014년 10월 24일). “Transiting Exoplanet Survey Satellite”. 《Journal of Astronomical Telescopes, Instruments, and Systems》 1 (1). arXiv:1406.0151. Bibcode:2014SPIE.9143E..20R. doi:10.1117/1.JATIS.1.1.014003.
- Stassun, Keivan (2014년 11월 18일). “TESS and Galactic Science” (PDF). California Institute of Technology.

## 같이 보기
- CHEOPS
- COROT
- 케플러 우주망원경
- 모스트 (우주망원경)
- 플라토 (우주망원경)